# ブルースの殿堂

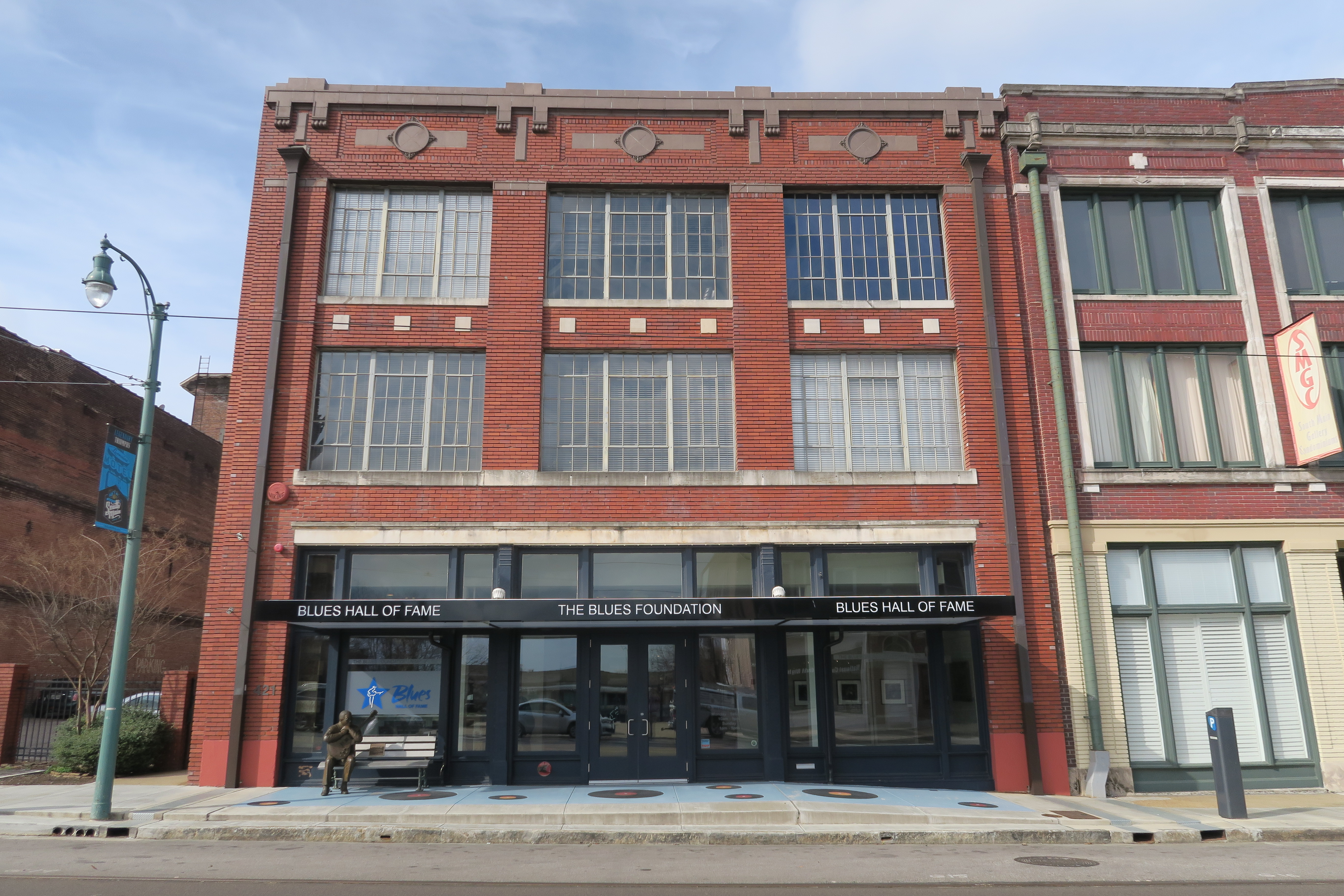
ブルースの殿堂博物館

ブルースの殿堂（ブルースのでんどう、英語: The Blues Hall of Fame）は、ブルース音楽に重要な貢献のあった人々を選定し、顕彰するリスト。
1980年に、アメリカのブルース財団によって始められ、ブルースを演奏した人々のほか、録音した人々や記録を残した人々なども、ブルースへの貢献により顕彰の対象とされている。
ブルースの殿堂博物館が、テネシー州メンフィスにつくられ、2015年5月8日から一般公開が開始されている。

## 殿堂入りした人々

### 1980年
- ビッグ・ビル・ブルーンジー
- ウィリー・ディクスン
- ジョン・リー・フッカー
- ライトニン・ホプキンス
- サン・ハウス
- ハウリン・ウルフ
- エルモア・ジェームス
- ブラインド・レモン・ジェファーソン
- ロバート・ジョンソン
- B.B.キング
- リトル・ウォルター
- メンフィス・ミニー
- マディ・ウォーターズ
- チャーリー・パットン
- ジミー・リード
- ベッシー・スミス
- オーティス・スパン
- T-ボーン・ウォーカー
- サニー・ボーイ・ウィリアムソンI（本名：ジョン・リー・ウィリアムソン）
- サニー・ボーイ・ウィリアムソンII（本名：アレック・フォード・ミラー）

### 1981年
- ボビー・"ブルー"・ブランド
- ロイ・ブラウン（英語版）
- ブラインド・ウィリー・マクテル
- プロフェッサー・ロングヘア
- タンパ・レッド

### 1982年
- リロイ・カー（英語版）
- レイ・チャールズ
- ビッグ・ウォルター・ホートン（英語版）
- フレディ・キング
- マジック・サム

### 1983年
- ルイ・ジョーダン
- アルバート・キング
- ロバート・ナイトホーク
- マ・レイニー
- ビッグ・ジョー・ターナー

### 1984年
- オーティス・ラッシュ
- ハウンド・ドッグ・テイラー
- ビッグ・ママ・ソーントン

### 1985年
- チャック・ベリー
- バディ・ガイ
- J・B・ハットー（英語版）
- スリム・ハーポ

### 1986年
- アルバート・コリンズ
- トミー・ジョンソン（英語版）
- レッドベリー

### 1987年
- パーシー・メイフィールド
- エディ・テイラー（英語版）
- ソニー・テリー

### 1988年
- ミシシッピ・ジョン・ハート
- リトル・ミルトン
- ジェイ・マクシャン
- ジョニー・ウィンター

### 1989年
- クリフトン・シェニエ
- ロバート・ロックウッド・ジュニア
- メンフィス・スリム

### 1990年
- ブラインド・ブレイク
- ロニー・ジョンソン（英語版）
- ブッカ・ホワイト

### 1991年
- スリーピー・ジョン・エスティス
- ビリー・ホリデイ
- ミシシッピ・フレッド・マクダウェル（英語版）
- サニーランド・スリム

#### ノン・パフォーマー部門
- レナード・チェス

### 1992年
- スキップ・ジェイムス（英語版）
- ジョニー・シャインズ（英語版）
- ビッグ・ジョー・ウィリアムス（英語版）

### 1993年
- チャンピオン・ジャック・デュプリー
- ローウェル・フルソン

### 1994年
- アーサー・"ビッグ・ボーイ"・クルーダップ
- ワイノニー・ハリス（英語版）

#### ノン・パフォーマー部門
- ビル・"ホス"・アレン（英語版）
- ジョン・ローマックス（英語版）
- アラン・ローマックス
- ジョン・リッチバーグ（英語版）
- ジーン・ノーブルズ（英語版）

### 1995年
- ジミー・ロジャーズ (ブルース・ギタリスト)

#### ノン・パフォーマー部門
- フィル・チェス

### 1996年
- チャールズ・ブラウン
- デヴィッド・"ハニーボーイ"・エドワーズ（英語版）

#### ノン・パフォーマー部門
- ボブ・ケスター
- ピート・ウェルディング（英語版）

### 1997年
- ブラウニー・マギー
- ココ・テイラー

#### ノン・パフォーマー部門
- ブルース・イグロア

### 1998年
- ルーサー・アリスン（英語版）
- ジュニア・ウェルズ

#### ノン・パフォーマー部門
- リリアン・マクマリー
- サム・フィリップス

### 1999年
- クラレンス・"ゲイトマウス"・ブラウン
- ルーズヴェルト・サイクス

#### ノン・パフォーマー部門
- レスター・メルローズ（英語版）
- クリス・ストラックウィッツ

### 2000年
- ジョニー・オーティス（英語版）
- スティーヴィー・レイ・ヴォーン

#### ノン・パフォーマー部門
- ディック・ウォーターマン（英語版）

### 2001年
- エタ・ジェイムズ
- リトル・ジュニア・パーカー
- ルーファス・トーマス

#### ノン・パフォーマー部門
- テレサ・ニーダム（英語版）
- ロバート・パーマー（英語版）

### 2002年
- ルース・ブラウン
- ビッグ・メイシオ・メリウェザー

#### ノン・パフォーマー部門
- ジム・オニール（英語版）

### 2003年
- ファッツ・ドミノ
- パイントップ・パーキンズ
- シッピー・ウォーレス（英語版）
- ダイナ・ワシントン

#### ノン・パフォーマー部門
- ラルフ・バス（英語版）

### 2004年
- ボ・ディドリー
- ブラインド・ボーイ・フラー（英語版）

#### ノン・パフォーマー部門
- J・メイヨー・ウィリアムス（英語版）

### 2005年
- ウォルター・デイヴィス（英語版）
- アイク・ターナー

#### ノン・パフォーマー部門
- H・C・スペア（英語版）

### 2006年
- ポール・バターフィールド
- ジェイムズ・コットン
- ロイ・ミルトン（英語版）
- ボビー・ラッシュ

#### ノン・パフォーマー部門
- ビハリ兄弟
- ボビー・ロビンソン（英語版）
- ジェリー・ウェクスラー

### 2007年
- デイヴ・バーソロミュー
- ドクター・ジョン
- エディ・"ギター・スリム"・ジョーンズ
- シスター・ロゼッタ・サープ

#### ノン・パフォーマー部門
- アーメット・アーティガン
- アート・ループ

### 2008年
- ジミー・マクラクリン（英語版）
- ミシシッピ・シークス
- ヒューバート・サムリン
- ジョニー・"ギター"・ワトソン
- ピーティー・ウィートストロー（英語版）
- ジミー・ウィザースプーン（英語版）

#### ノン・パフォーマー部門
- ジョン・ハモンド
- ポール・オリヴァー（英語版）

### 2009年
- レヴァランド・ゲイリー・デイビス（英語版）
- サン・シールズ（英語版）
- タジ・マハール
- アーマ・トーマス

#### ノン・パフォーマー部門
- クリフォード・アントン（英語版）
- マイク・レッドビター（英語版）
- ボブ・ポーター（英語版）

### 2010年
- ロニー・ブルックス（英語版）
- ガス・キャノン（英語版）
- W・C・ハンディ
- エイモス・ミルバーン
- チャーリー・マッスルホワイト
- ボニー・レイット

#### ノン・パフォーマー部門
- ピーター・グラルニック
- "サンシャイン"・ソニー・ペイン（英語版）

### 2011年
- ビッグ・メイベル（英語版）
- ロバート・クレイ
- ジョン・P・ハモンド
- アルバータ・ハンター（英語版）
- デニス・ラサール（英語版）
- J.B.ルノア

#### ノン・パフォーマー部門
- ブルース・ブロムバーグ（英語版）
- ヴィヴィアン・カーターとジェームス・ブラッケン
- サミュエル・チャーターズ（英語版）
- ジョン・ウェズリー・ワークIII（英語版）

### 2012年
- ビリー・ボーイ・アーノルド（英語版）
- マイク・ブルームフィールド
- バディ・ジョンソンとエラ・ジョンソン
- レイジー・レスター
- ファーリー・ルイス（英語版）
- マット・"ギター"・マーフィー（英語版）
- フランク・ストークス（英語版）
- アラン・トゥーサン

#### ノン・パフォーマー部門
- クリス・アルバートソン（英語版）
- ホルスト・リップマン（英語版）とフリッツ・ラウ（英語版）
- ドク・ポーマス
- パーヴィス・スパン（英語版）

### 2013年
- オーティス・クレイ
- アール・フッカー
- リトル・ブラザー・モンゴメリー（英語版）
- ジミー・ロジャーズ (カントリー歌手)
- ジョディ・ウィリアムス（英語版）
- ジョー・ルイス・ウォーカー

#### ノン・パフォーマー部門
- コズィモ・マタッサ
- デイヴ・クラーク（英語版）
- ヘンリー・グローヴァー（英語版）

### 2014年
- ビッグ・ジェイ・マクニーリー（英語版）
- エディ・ショー（英語版）
- エディ・"クリーンヘッド"・ヴィンソン（英語版）
- R・L・バーンサイド（英語版）
- ロバート・ピート・ウィリアムス（英語版）

#### ノン・パフォーマー部門
- マイク・カッパス（英語版）
- ドン・ロビー
- ディック・シャーマン（英語版）

### 2015年
- エリック・クラプトン
- リトル・リチャード
- トミー・ブラウン（英語版）

### 2016年
- エルヴィン・ビショップ
- エディ・クリアウォーター（英語版）
- ジミー・ジョンソン（英語版）
- ジョン・メイオール
- メンフィス・ジャグ・バンド

#### ノン・パフォーマー部門
- トミー・カウチ・シニアとウルフ・スティーヴンソン

### 2017年
- ジョニー・コープランド（英語版）
- ヘンリー・グレイ
- ウィリー・ジョンソン（英語版）
- ラティモア（英語版）
- マジック・スリム（英語版）
- メイヴィス・ステイプルズ

#### ノン・パフォーマー部門
- エイミー・ヴァン・シンゲル（英語版）

### 2018年
- ジ・エイシズ（英語版）
- ジョージア・トム・ドーシー（英語版）
- サム・レイ（英語版）
- メイミー・スミス（英語版）
- ローバック・"ポップス"・ステイプルズ

#### ノン・パフォーマー部門
- アル・ベンソン（英語版）

### 2019年
- カウント・ベイシー
- ブッカー・T&ザ・MG's
- アイダ・コックス（英語版）
- ピー・ウィー・クレイトン（英語版）
- アレサ・フランクリン

#### ノン・パフォーマー部門
- モー・アッシュ（英語版）

### 2020-2021年
- エディー・ボイド（英語版）
- ヴィクトリア・スピヴィー
- ビリー・ブランチ（英語版）
- ベティ・ラヴェット（英語版）
- シル・ジョンソン
- ジョージ・"ハーモニカ"・スミス

#### ノン・パフォーマー部門
- ラルフ・ピア（英語版）

### 2022年
- ルシール・ボーガン（英語版）
- リトル・ウィリー・ジョン
- ジョニー・テイラー（英語版）

#### ノン・パフォーマー部門
- メアリー・キャスリン・アルディン（英語版）
- オーティス・ブラックウェル（英語版）

### 2023年
- キャリー・ベル
- ジュニア・キンブロー（英語版）
- エスター・フィリップス（英語版）
- ジョン・プライマー（英語版）
- スヌーキー・プライアー（英語版）
- フェントン・ロビンソン
- ジョシュ・ホワイト（英語版）

#### ノン・パフォーマー部門
- デイヴィッド・エヴァンズ（英語版）

### 2024年
- リル・エド・アンド・ザ・ブルース・インペリアルズ（英語版）
- ルリー・ベル
- シュガー・パイ・デサント（英語版）
- スクラッパー・ブラックウェル（英語版）
- O.V.ライト
- ジミー・ラッシング（英語版）
- オデッタ

#### ノン・パフォーマー部門
- ウィリアム・R・フェリス（英語版）

### 2025年
- ジェシー・メイ・ヘムフィル（英語版）
- ヘンリー・タウンゼンド（英語版）
- ブラインド・ウィリー・ジョンソン
- ウィリアム・ベル
- ボブ・ストロージャー（英語版）

#### ノン・パフォーマー部門
- ボブ・ゲディンズ（英語版）